# حسن عبد الحميد
حسن عبد الحميد (6 أبريل 1932 - 21 أكتوبر 2009) هو ممثل مصري.

## حياته
ولد بحى السيدة زينب عائلة الاب من المنصورة اشتهرت بالعلم، وعائلة الام من عائلات قويسنا ، المرحلة الاولى من التعليم والنشئة بمدارس قوسنا الابتدائية ، وتعلم بالمرحلة الثانوية بمدرسة الخديوية بالقاهرة ، ثم التحق بكلية الطب البيطرى جامعة القاهرة وتخرج سنة 1954، وبعد ذلك واثناء دراسة الطب البطرى إلتحق بالمعهد العالى للفنون المسرحية سنة 1955، كان مثقفاً واسع الاطلاع محباً للغة العربية الفصحى.

## مسيرته
عمل فى مجال الطب البيطري وسافر للعمل فى الخارج لمدة ثلاث سنوات، وبعد التخرج من معهد الفنون المسرحية وكان قريب جدا من الفنان سعد أردش فتأثر به وعشق فن التمثيل والمسرح، وكانت أول تجاربه مع التمثيل من خلال مسرحية من إخراج الراحل سعد أردش والتي تعد أول تجربة مسرح تجريبي بمصر عام 1961، ليقرر بعدها إحتراف التمثيل، ومن ثم توالت أعماله ما بين المسرح والسينما والتلفزيون، دفعته في معهد الفنون ضمَّت الفنان كرم مطاوع، والفنان أحمد عبد الحليم.

## أعمال

### مسلسلات
| الاسم          | سنة الانتاج | الدور                  |
| -------------- | ----------- | ---------------------- |
| ليل الثعالب    | 2008        |                        |
| عيون ورماد     | 2007        |                        |
| عسكر وحرامية   | 2007        |                        |
| يتربى في عزو   | 2007        | ضيف شرف                |
| نصر السماء     | 2006        |                        |
| الحور العين    | 2005        |                        |
| المرسى والبحار | 2005        |                        |
| فريسكا         | 2004        |                        |
| زهرة الياسمين  | 2004        |                        |
| محمود المصري   | 2004        | حسن المصري (أبو محمود) |
|                |             |                        |
|                |             |                        |
|                |             |                        |

- ملح الأرض:2004-ياسين

- أنوار الحكمة:2003
- المرأة في الإسلام:2003
- غدا يوم اخر:2003
- عاصفة الشك:2003
- الخبيئة:2002
- فارس العرب سيف الدين الحمداني:2002
- بوابة الحلواني(ج4):2001-أحمد الخازندار
- للعدالة وجوه كثيرة:2001
- النساء قادمون:2001-د. أمين
- الفجالة:2000
- أوان الورد:2000-حسن

- الرجل الآخر:1999-صادق
- اللص والكلاب:1998-مولانا
- بنات سعاد هانم:1998
- محمد رسول الله إلى العالم:1993
- الوعد الحق:1993-أمية أبن أبي الصلت
- دموع صاحبة الجلالة:1993-النائب العام
- بنت سيادة الوزير:1992-القاتل
- فتى الأندلس:1989
- رأفت الهجان(ج1):1988-شارل سمحون
- كوم الدكة:1987
- الصعود إلى القمة:1985-جعفر المصحفي
- بلاط الشهداء:1985-أودو
- المعتمد بن عباد:1982-ألفونسو
- دموع في عيون وقحة:1980-رئيس قسم الشرق الأوسط بالموساد
- طيور الصيف:1979-فايز نور
- الرجل ذو الخمسة وجوه:1969
- جبال النار
- من سيرة بني هلال: عزيزة ويونس-الأمير حسن الهلالي
- في المرآة
- المفسدون في الأرض
- لمن اترك كل هذا

### أفلام
- الآخر:1999-د/ماهر
- المهاجر:1994-أمون
- إحنا اللى سرقنا الحرامية:1989
- الجحيم:1980-سليم

### أخرى
- سهرة تليفزيونية: دلوعة نابليون:1998
- مسرحية: فيدرا
- مسلسل اذاعي: أرض الحب والسلام
- مسرحية: شروق الإسلام-القائد ثيودور
- مسرحية: طيور الحب
- سهرة تليفزيونية: حفل الزفاف

## هوامش
- عمل كخبير لشؤون المسرح عام 1962، بعد عودته من يوغوسلافيا.
- شغل منصب مدير المسرح القومي.

## روابط خارجية
- حسن عبد الحميد على موقع IMDb (الإنجليزية)
- حسن عبد الحميد على موقع الدهليز
- حسن عبد الحميد على موقع قاعدة بيانات الأفلام العربية
- حسن عبد الحميد على موقع قاعدة بيانات الفيلم (الإنجليزية)